# Kolator

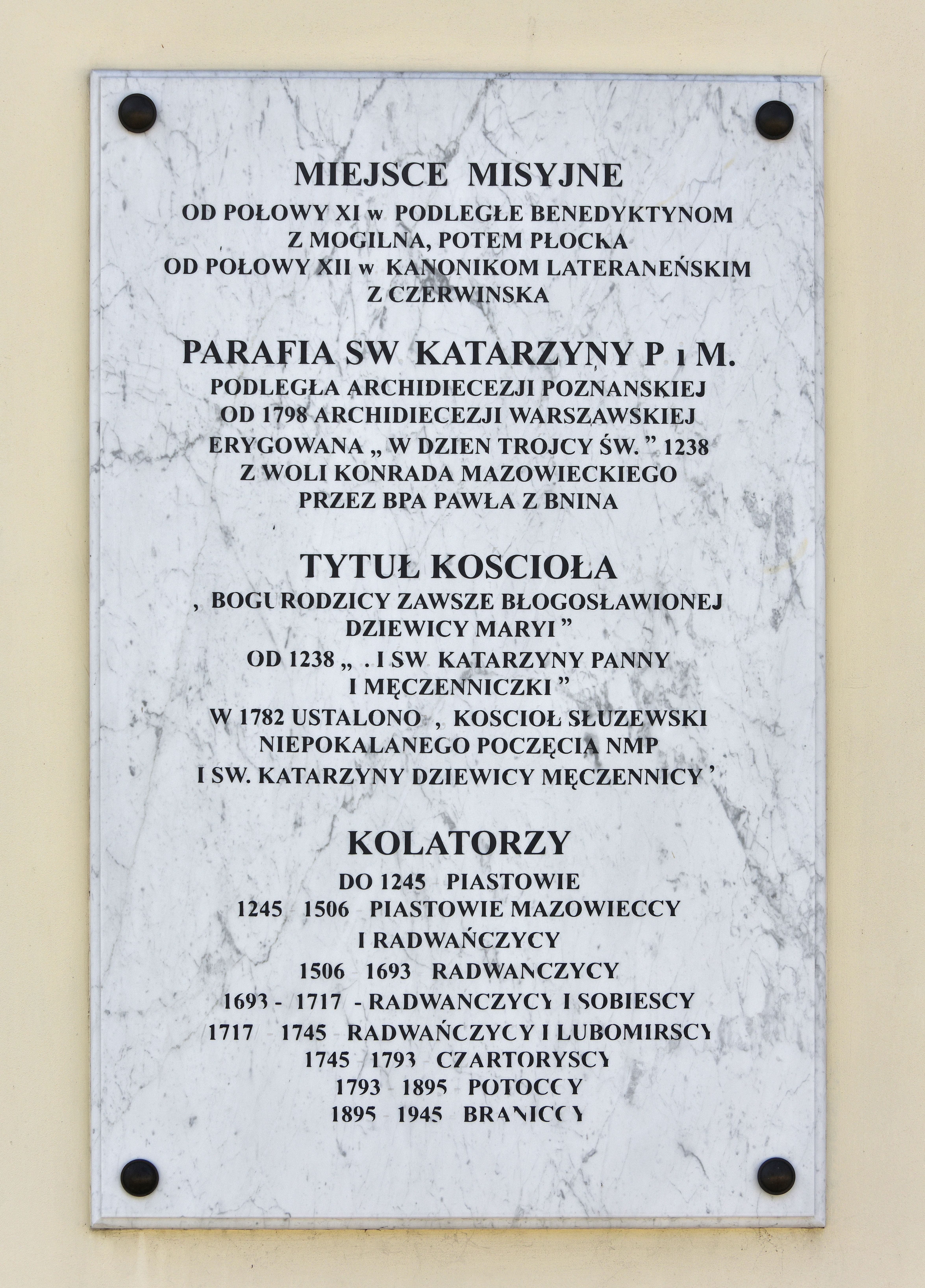
Kolatorzy kościoła św. Katarzyny w Warszawie upamiętnieni na tablicy na fasadzie świątyni

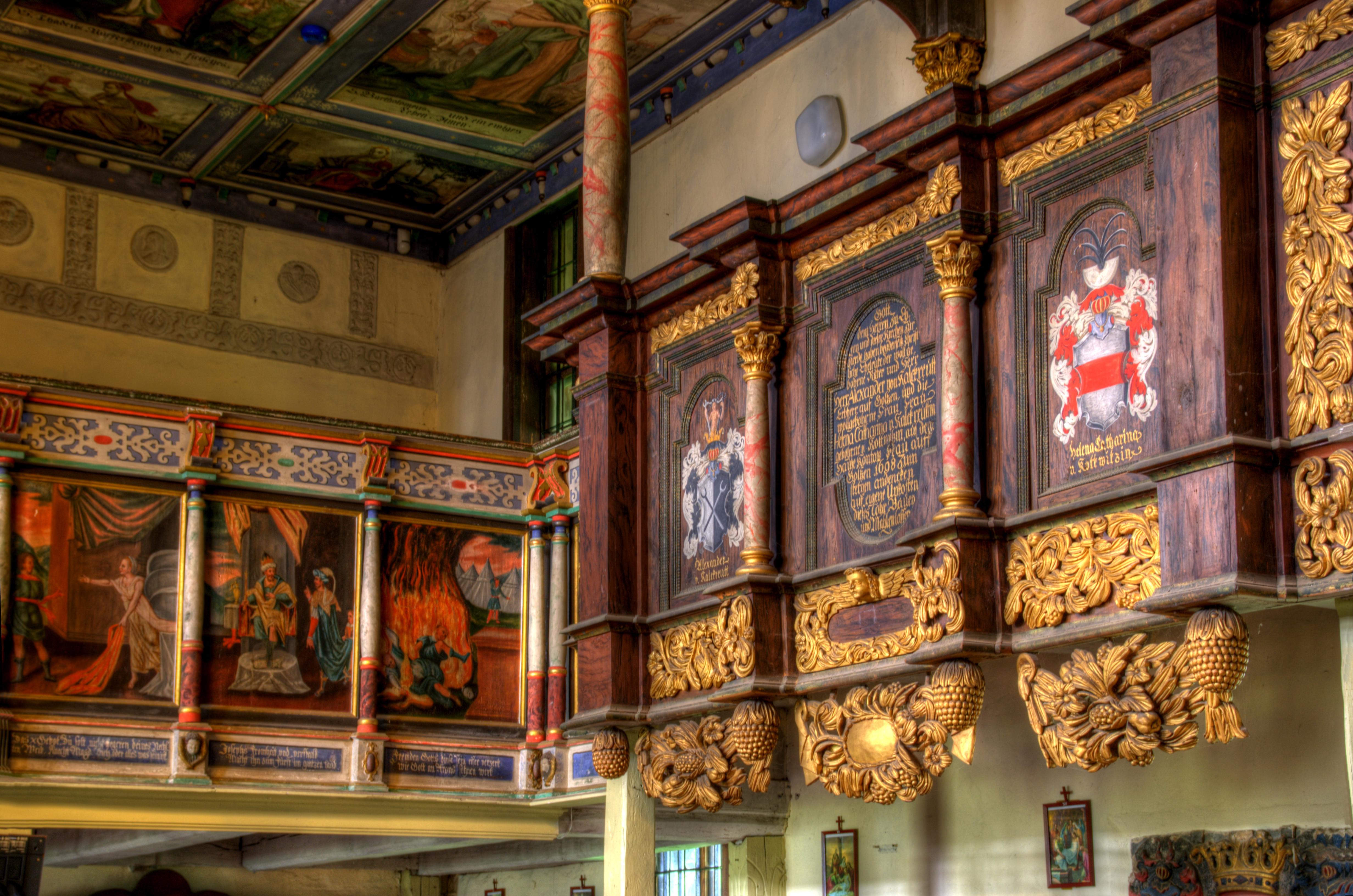
Loża kolatorska, Klępsk, kościół ewangelicki, obecnie rzym.-kat. filialny p.w. Nawiedzenia NMP, XVI, XVIII

Kolator (łac. collator – „zbierający, znoszący, gromadzący, ofiarodawca”) – dawniej, patron kościoła bądź jego fundator. 
Dysponował on dawniej tzw. prawem prezenty, czyli przedstawiania biskupowi kandydata na wakujące beneficjum przy kościele, zwanym też prawem kollacji. Tradycyjnie kolatorami byli właściciele majątków ziemskich na terenie parafii. Mieli oni prawo do umieszczania w kościele kolateralnym tablic nagrobkowych i dysponowali własnymi ławkami (ława kolatorska) lub osobnym pomieszczeniem (loża kolatorska).